# Stará Dobev

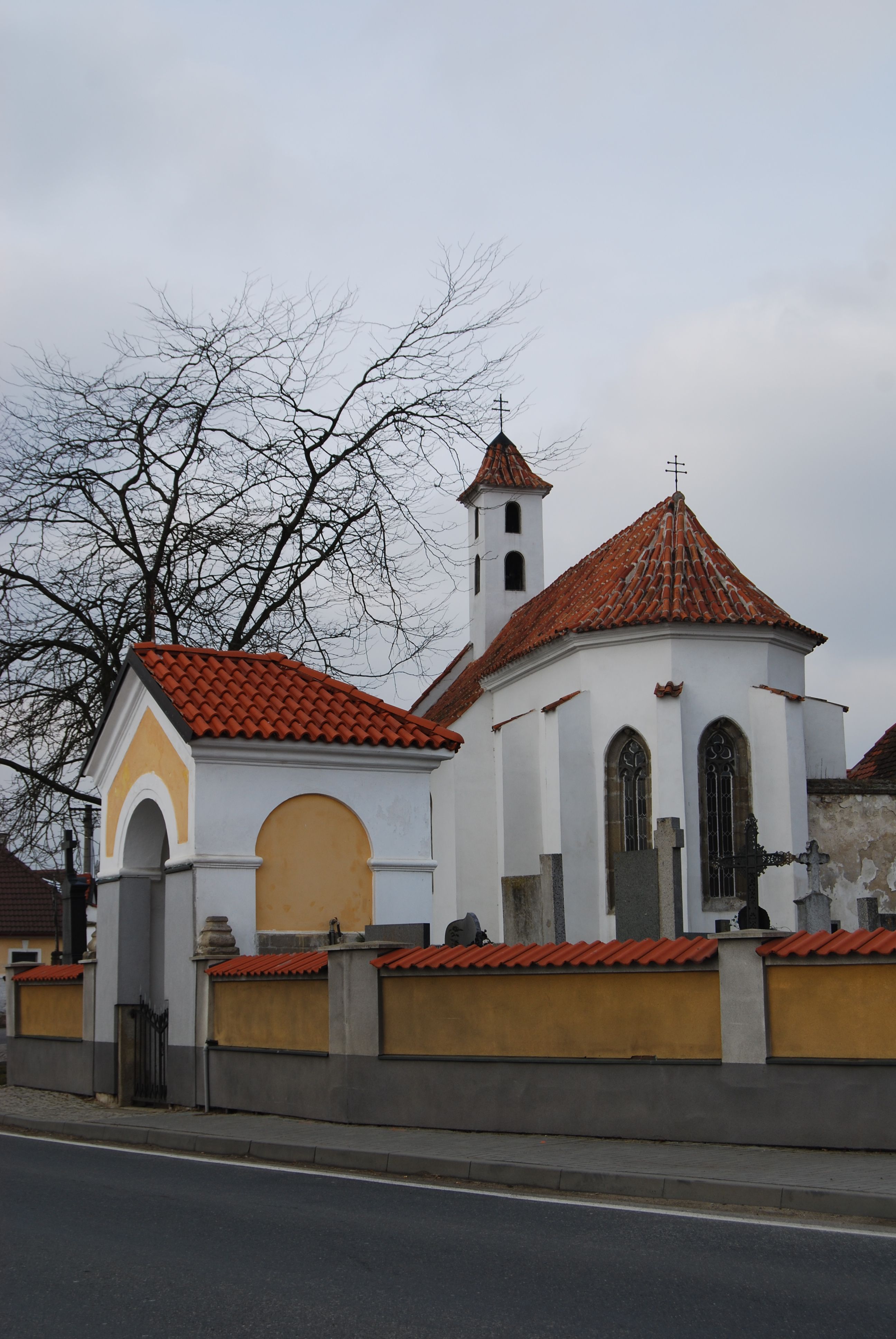
Kirche des hl. Brictius und Kapelle des hl. Johannes von Nepomuk

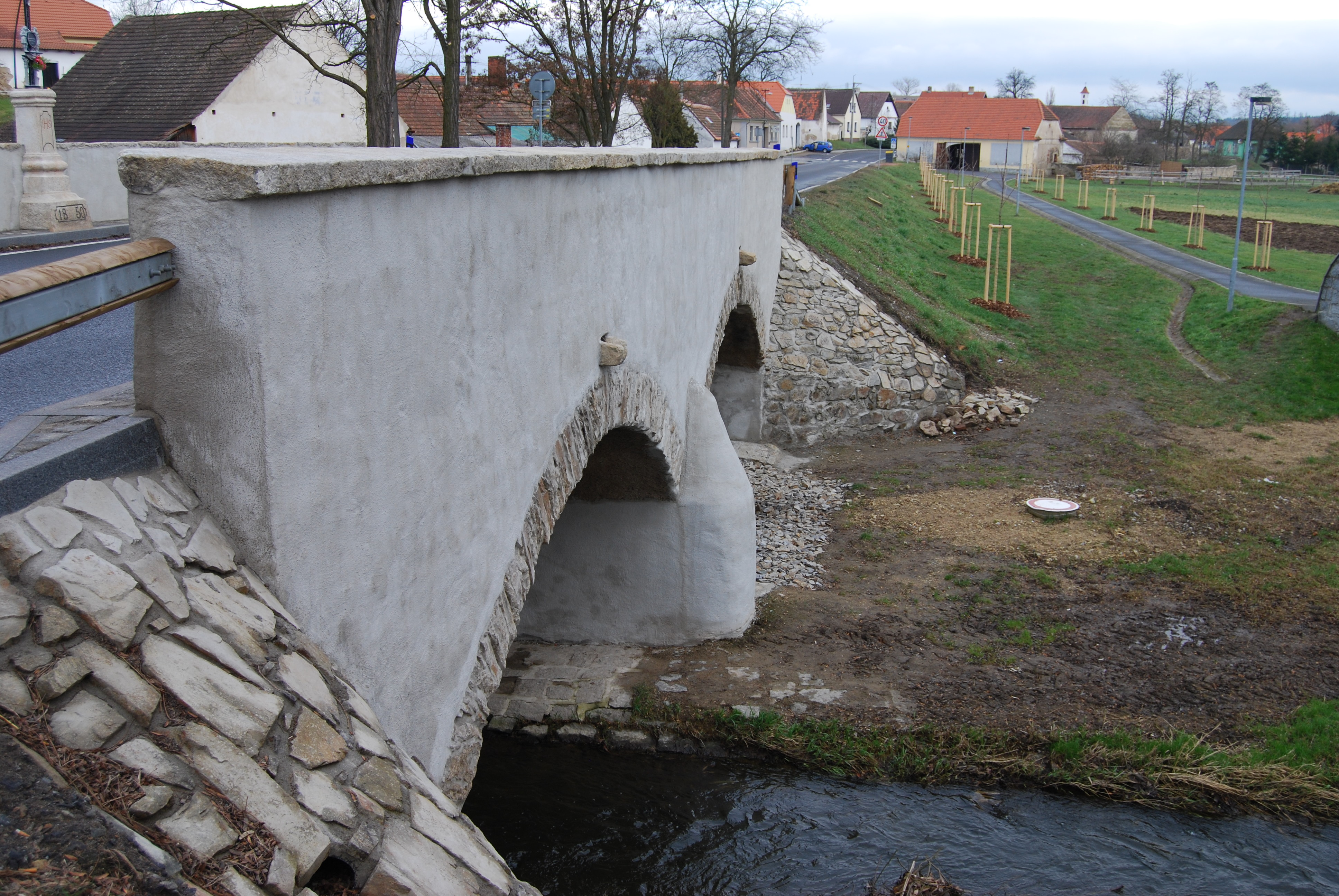
Steinerne Brücke über den Brložský potok, Blick von Nová Dobev nach Stará Dobev

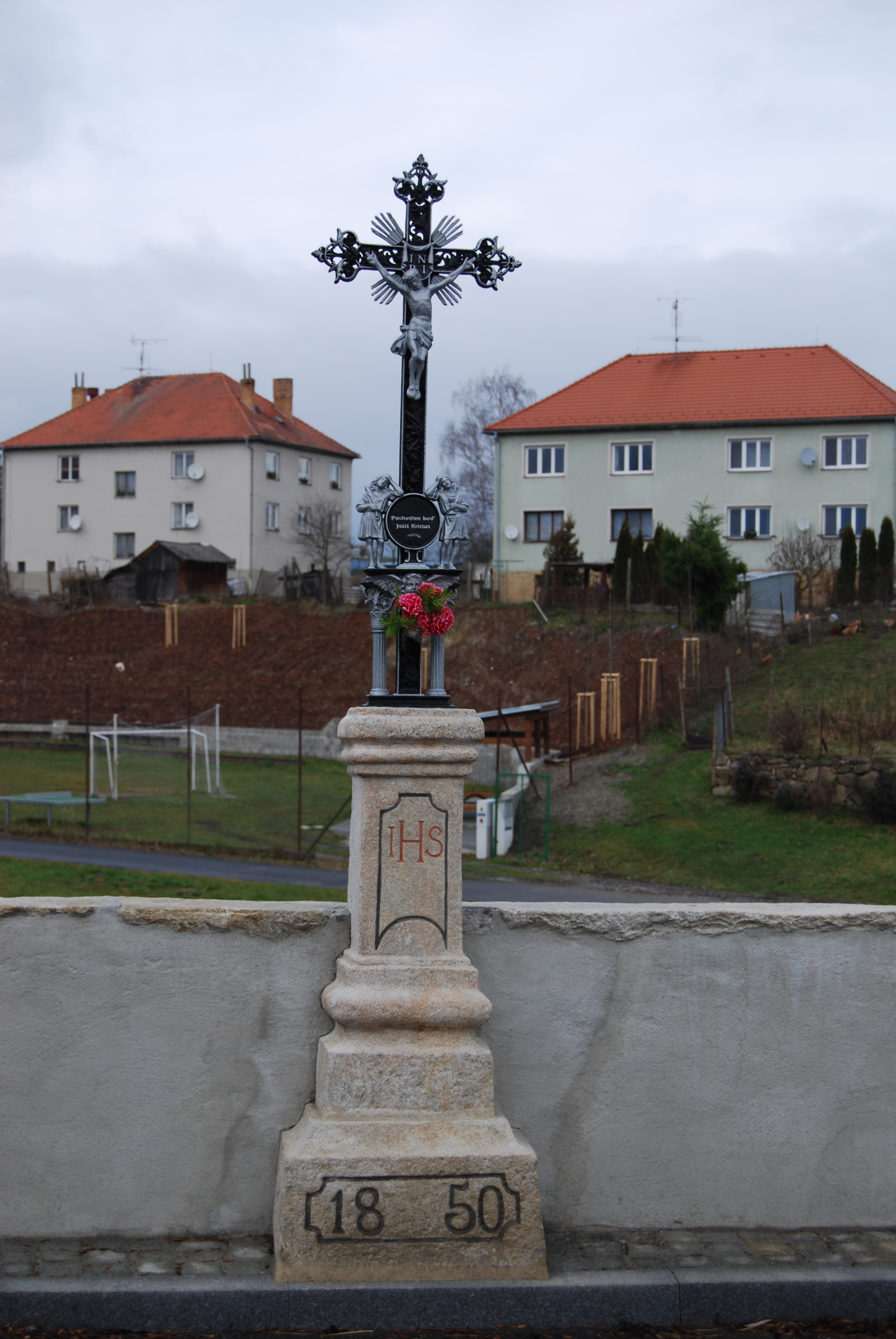
Blick von der Brücke auf Stará Dobev

Stará Dobev (deutsch Alt Dobew) ist ein Ortsteil der Gemeinde Dobev (Dobew) in Tschechien. Er liegt siebeneinhalb Kilometer westlich von Písek und gehört zum Okres Písek.

## Geographie
Das Platzdorf Stará Dobev befindet sich linksseitig des Brložský potok (Brlocher Bach) an der Einmündung des Dobevský potok (Dobewer Bach) in der Blatenská pahorkatina (Blatnaer Hügelland). Nördlich erheben sich der Nad Studenou vodou (512 m n.m.) und der Velký Kamýk (531 m n.m.), im Osten der Na Rudě (413 m n.m.), südöstlich der Jelenův vršek (408 m n.m.) sowie im Nordwesten die Hůrky (438 m n.m.). Durch das Dorf führt die Staatsstraße II/139 zwischen Kbelnice und Písek. Im Tal des Dobevský potok liegt nördlich eine Kaskade von drei Teichen (Stašov, Horní Bahenský rybník und Dolní Bahenský rybník); gegen Südosten – am Brložský potok – der Dobevský rybník und der Velký potočný rybník.
Nachbarorte sind Drhovle Ves, Drhovle Zámek und Mladotické Mlaky im Norden, Velké Nepodřice, Oldřichov und Malé Nepodřice im Nordosten, Hradiště und Vápenice im Osten, Na Ovčíně, Zátaví, Chotěbořice und Kestřany im Südosten, Nové Kestřany im Süden, Nová Dobev im Südwesten und Westen sowie Brusy, Jemnice, Podolí und Brloh im Nordwesten.

## Geschichte
Die erste urkundliche Erwähnung von Dobev (Stará Dobev) erfolgte 1318 als Besitz des Albera de Dobeu und danach von dessen Söhnen. Im Ort bestand wahrscheinlich schon zu dieser Zeit eine Feste, an die die heutige Kirche als Kapelle angebaut wurde. In der Folgezeit wechselten die Besitzer des Gutes oftmals. Später erwarben die Herren von Sudoměř das Gut und schlugen es ihrer Herrschaft Dívčice zu. Als Jan Řepický von Sudoměř 1528 die Herrschaft unter seinen Söhnen aufteilte, erhielt Ctibor die Feste Dobev mit dem Meierhof sowie verschiedene Dörfer und Teiche. Heinrich von Schwamberg, der das Gut nach 1530 erwarb, schlug es seiner Herrschaft Kesterschan zu. Nachdem die Feste Dobev ihre Bedeutung verloren hatte, blieb sie dem Verfall überlassen. 1642 wurde sie als wüst bezeichnet. Im Jahre 1700 veräußerte Adam Humprecht Fortunat Kotz von Dobrz die Herrschaft Kesterschan an Ferdinand Fürst zu Schwarzenberg, der sie mit den Herrschaften Drahonitz und Skotschitz verband. Nachdem Adam Franz Karl zu Schwarzenberg 1711 die Herrschaft Protiwin aufgekauft hatte, schlug er diese mit Drahonitz zusammen und verlegte den Sitz der Verwaltung von Drahonitz nach Protiwin. Im Jahre 1740 ließen die Fürsten zu Schwarzenberg Instandsetzungsarbeiten an der wüsten Feste Dobev durchführen – in einem Bericht ist die Instandsetzung des Daches über dem alten Schloss dokumentiert; jedoch waren diese Arbeiten wohl kaum zu einem dauerhaften Erhalt der Ruine prädestiniert. 1785 wurde Dobew bzw. Dubew als Dorf von 23 Häusern, mit einer Kirche des hl. Brictius und geringen Überresten eines verfallenen Schlosses bezeichnet. Joseph II. zu Schwarzenberg ließ in den Jahren 1790 bis 1800 gegenüber von Dobev für seine Holzflößer auf der Otava die Kolonie Nová Dobev anlegen. Das alte Dorf wurde danach zunehmend als Stará Dobev bezeichnet. Die Reste der Feste verschwanden spätestens zu Beginn des 19. Jahrhunderts.
Im Jahre 1837 bestand das im Prachiner Kreis gelegene Dorf (Alt)-Dobew aus 28 Häusern mit 385 Einwohnern, darunter einer jüdischen Familie. Im Ort gab es eine Filialkirche des hl. Brictius, ein Wirtshaus und eine Mühle. Pfarrort war Kesterschan. Bis zur Mitte des 19. Jahrhunderts blieb (Alt)-Dobew der Herrschaft Protiwin untertänig.
Nach der Aufhebung der Patrimonialherrschaften bildete Stará Dobev / Alt Dobew ab 1850 einen Ortsteil der Gemeinde Dobev / Dobew im Gerichtsbezirk Pisek. 1868 wurde das Dorf dem Bezirk Pisek zugeordnet. Im Jahre 1869 bestand Stará Dobev aus 34 Häusern und hatte 299 Einwohner. In den 1870er Jahren erfolgte eine Änderung des Gemeindenamens in Stará Dobev. 1891 wurde eine gemeinsame Freiwillige Feuerwehr für Stará Dobev und Nová Dobev gegründet. Im Jahre 1900 hatte Stará Dobev 262 Einwohner, 1910 waren es 278.
Nach dem Ersten Weltkrieg zerfiel der Vielvölkerstaat Österreich-Ungarn, Stará Dobev wurde 1918 Teil der neu gebildeten Tschechoslowakischen Republik. Beim Zensus von 1921 lebten in den 36 Häusern des Dorfes 234 Personen, davon 233 Tschechen. 1930 lebten in den 41 Häusern von Stará Dobev 206 Personen. Zwischen 1939 und 1945 gehörte Stará Dobev / Alt Dobew zum Protektorat Böhmen und Mähren. Nach dem Ende des Zweiten Weltkrieges kam Stará Dobev zur wiedererrichteten Tschechoslowakei zurück. 1950 lebten in den 46 Häusern von Stará Dobev 158 Personen. Im Zuge der Eingemeindung weiterer Dörfer wurde 1963 der Gemeindename wieder in Dobev geändert. 1991 lebten in den 56 Häusern des Dorfes 191 Personen. Beim Zensus von 2011 hatte Stará Dobev 282 Einwohner und bestand aus 83 Wohnhäusern.

## Ortsgliederung
Der Katastralbezirk Stará Dobev umfasst die Ortsteile Nová Dobev und Stará Dobev.

## Sehenswürdigkeiten
- Kirche des hl. Brictius, sie entstand Ende des 14. Jahrhunderts als gotische Kapelle der Feste. In der Mitte des 18. Jahrhunderts erfolgte der Umbau des Schiffes; die spätbarocke Ornamentmalerei aus dieser Zeit ist erhalten. Im Jahre 1881 ließ Johann Adolf II. zu Schwarzenberg die Kirche instand setzen.
- Nischenkapelle des böhmischen Landesheiligen Johannes von Nepomuk, in der Friedhofsmauer an der Kirche, errichtet 1884
- Steinerne Brücke über den Brložský potok zwischen Stará Dobev und Nová Dobev, auf der Brücke befindet sich ein gusseisernes Kreuz von 1850.
- Gedenkstein für die Gefallenen des Ersten Weltkrieges
- Mehrere Wegkreuze